# Літвінов (хокейний клуб)
«Літвінов» (чеськ. HC Litvínov) — хокейний клуб з міста Літвінов, Чехія. Заснований у 1945 році.

## Історія
Клуб засновано в місті Літвінов 1945 року. З 1955 року бере участь в чемпіонаті Чехословаччини, з сезону 1959–60 років у Чехословацький хокейній лізі.
З сезону 1993–94 років клубом є постійним учасником Чеської екстраліги.
Сучасна назва команди з 2011 року.

## Домашня арена
«Зимовий стадіон Літвінов» домашній стадіон клубу, відкритий 5 грудня 1955 року. Арена вміщує 6011 глядачів.

## Досягнення
Чеська екстраліга
- Переможець (1): 2014–15
- Срібний призер (1): 1995–96

Чехословацька хокейна ліга
- Срібний призер (3): 1977–78, 1983–84, 1990–91
- Бронзовий призер (3): 1981–82, 1989–90, 1991–92

Друга Чехословацька хокейна ліга
- Winners (1): 1958–59